# Joto Jotov
Joto Vasilev Jotov (in bulgaro Йото Василев Йотов?; Pernik, 22 maggio 1969) è un ex sollevatore bulgaro che, per un breve periodo, ha gareggiato anche per la Croazia, campione mondiale ed europeo e due volte vice-campione olimpico, attivo principalmente nelle categorie dei pesi leggeri (fino a 67,5/70 kg.) e dei pesi medi (fino a 76 kg.). 
È considerato uno dei più grandi sollevatori bulgari di tutti i tempi.

## Carriera
Ha esordito a livello internazionale ai campionati mondiali ed europei di Atene 1989, arrivando alla medaglia d'argento nei pesi leggeri (fino a 67,5 kg.) con 337,5 kg. nel totale su due prove, dietro al sovietico Israyel Militosyan (347,5 kg.).
L'anno successivo si è confermato a grandi livelli vincendo la medaglia d'oro ai campionati europei di Aalborg con 340 kg. nel totale battendo Militosyan, e la medaglia d'argento ai campionati mondiali di Budapest con 332,5 kg. alle spalle del nordcoreano Kim Myong-nam.
Nel 1991 completa la sua scalata ai vertici mondiali conquistando la medaglia d'oro sia ai campionati europei di Władysławowo con 340 kg. nel totale, sia ai Campionati mondiali di Donaueschingen con 345 kg. nel totale.
Ha partecipato ai campionati europei di Szekszárd del 1992, vincendo la medaglia d'oro con 337,5 kg. nel totale, battendo ancora una volta Militosyan.
Era pertanto considerato il principale favorito per le successive Olimpiadi di Barcellona 1992, ma in quella gara Jotov non è riuscito ad esprimersi al suo meglio, non andando oltre a 327,5 kg. nel totale e dovendosi accontentare della medaglia d'argento dietro a Militosyan (337,5 kg.).
Nel 1993 il limite della categoria dei pesi leggeri fu elevato a 70 kg., ma ciò non ha creato alcuna difficoltà a Jotov, il quale si è rifatto della delusione delle Olimpiadi del '92 vincendo dapprima la medaglia d'oro ai campionati europei di Sofia con 342,5 kg. nel totale e dopo alcuni mesi vincendo anche la medaglia d'oro ai campionati mondiali di Melbourne 1993 con lo stesso risultato nel totale.
L'anno successivo ha ottenuto un'altra medaglia d'oro ai campionati europei di Sokolov con 345 kg. nel totale mentre, con lo stesso risultato nel totale, ha ottenuto la medaglia d'argento ai campionati mondiali di Istanbul.
Nel 1995 Jotov è passato alla categoria superiore dei pesi medi, riuscendo a rimanere ai vertici mondiali con la medaglia d'argento ai campionati mondiali di Guangzhou con 365 kg. nel totale, battuto soltanto dal campione mondiale in carica, il cubano Pablo Lara, per soli 2,5 kg.
Alle Olimpiadi di Atlanta 1996 ha vinto un'altra medaglia d'argento con 360 kg. nel totale, battuto anche questa volta da Pablo Lara, con uno scarto però di 7,5 kg.
Nel 1997, come accadde quattro anni prima dopo l'argento olimpico di Barcellona '92, Jotov ha vinto la medaglia d'oro ai campionati europei di Rijeka con 355 kg. nel totale e un'altra medaglia d'oro ai campionati mondiali di Chiang Mai con 367,5 kg. nel totale.
Dopo questi campionati mondiali Jotov non ha più partecipato a competizioni internazionali fino al 2004, anno in cui è tornato a competere sotto la bandiera della Croazia ai campionati europei di Kiev nella categoria dei pesi massimi leggeri (fino a 85 kg.), terminando al 15º posto con 350 kg. nel totale.
Infine, nel 2006, sempre con la maglia della Croazia, ha partecipato, all'età di 37 anni, ai campionati mondiali di Santo Domingo, sollevando 340 kg. nel totale e concludendo al 17º posto nei pesi massimi leggeri.
Nel corso della sua carriera agonistica Jotov ha realizzato due record del mondo nella categoria dei pesi leggeri (fino a 70 kg.), di cui uno nella prova di slancio e uno nel totale.